# Krndija
 Ovo je glavno značenje pojma Krndija. Za druga značenja pogledajte Krndija (razdvojba).
Krndija je gora u Slavoniji, Hrvatska, koja se nalazi istočno od Papuka, na koji se nadovezuje. Nalazi se južno od Orahovice i Našica odnosno sjeverno od Požege i Kutjeva.
Zapadna granica Krndije je planinski prijevoj između vrha Češljakovački vis na Papuku i vrha Kapovca na Krndiji. Cesta Kutjevo-Orahovica koja prelazi između Kapovca i Petrova vrha preko prijevoja Međe (620 m) dijeli ju na dva dijela; dok je istočni rub teško odrediti, jer Krndija postupno prelazi u ravnicu blizu Đakova i istočnije prema Vinkovcima, a od Dilj gore na jugoistoku odjeljuje je rijeka Londža.
Najviši vrh Krndije je Kapovac i visok je 790 metara. Vrh je, kao i cijela planina, šumovit, a na njemu se nalazi izdaleka uočljiv televizijski odašiljač. Na nekim kartama vrh je označen imenom Kapavac, no među planinarima uvriježen je naziv Kapovac. Petrov vrh (701 m) kao najviši vrh u Osječko-baranjskoj županiji je šumovita kota u blizini prijevoja Međe.
Planina Krndija tvori zajedno s Papukom i Psunjem najstarije dijelove tzv. Slavonskih planina, a ujedno i najstarije stijene koje nalazimo u Hrvatskoj. Krndiju izgrađuju stijene nastale u različitim razdobljima geološke prošlosti, a najzastupljenije su metamorfne stijene stare preko 300 milijuna godina.
Na Krndiji se nalaze vulkanske stijene (na Lončarskom visu): trahiandeziti (latiti), andeziti. Trahiandeziti su nastali u svezi sa sinsedimentacijskim vulkanizmom u dobu kad su se taložili otnang-karpatski sedimenti duž rasjednih sustava, a kristalizirali su se u podmorskim uvjetima.